# Moledo (Lourinhã)
Moledo ist ein Ort und eine ehemalige Gemeinde (Freguesia) im portugiesischen Kreis Lourinhã. Die Gemeinde hatte 472 Einwohner (Stand 30. Juni 2011).
Mit der Gebietsreform vom 29. September 2013 wurden die Gemeinden Moledo und São Bartolomeu dos Galegos zur neuen Gemeinde União das Freguesias de São Bartolomeu dos Galegos e Moledo zusammengeschlossen.